# Ђанлука Песото
Ђанлука Песото (итал. Gianluca Pessotto; 11. август 1970) је бивши италијански фудбалер и национални репрезентативац.

## Каријера

### Клупска
Песото је почео играти фудбал у јуниорима Милана, док је професионални деби остварио 1989. у Варезеу за који је у две сезоне скупио импресивних 64 првенствених наступа. Након каријере у Масесеу, Болоњи и Верони, играч 1994. прелази у Торино. У клубу је био стандардан играч, те је одличном сезоном привукао интерес градског ривала Јувентуса који га доводи 1995. године.
У клубу је провео следећих 11 година и то у периоду док је Јувентус доминирао италијанским и европским фудбалом. Тада је са клубом освојио шест скудета (два одузета у афери Калчополи), четири национална Суперкупа док је 1996. освојио Лигу шампиона, потом исте године и УЕФА суперкуп и Интерконтинентални куп, а 1999. је освојен и утешни Интертото куп.

### Репрезентативна
Песото је за репрезентацију Италије одиграо 22 утакмице, и са њом наступао на Светском првенству 1998. и на Европском првенству 2000.
У полуфиналу ЕУРА 2000. против Холандије, питање победника се одлучивало извођењем једанаестераца. Управо је Песото био један од извођача казнених удараца који је реализовао пенал а Италија је изборила финале где је у шокантној утакмици изгубила од Француске. Иронично, Давид Трезеге који је постигао златни гол за коначни тријумф триколора управо је касније постао Песотов саиграч у клубу.

## Приватан живот
Неколико недеља након прекида играчке каријере, Песото је преживео пад са 15 метара висине. Наиме, 27. јуна 2006. је скочио са четвртог спрата Јувеовог центра а будући да је поред њега пронађена бројаница, верује се да је покушао учинити самоубиство након што је избила афера „Калчополи“. Због те афере у којој је откривено да је клуб учествовао у намештању утакмица, Јувентус је избачен у Серију Б, по први пут у својој историји.
Сам Песото је од последица пада претрпео вишеструке преломе и унутрашње крварење. Дана 17. јула 2006. лекари су изјавили да повреде приликом пада нису узроковале физичку парализу или дугорочно ментално оштећење. Након опоравка, Песото је наставио са радом у омладинском погону док је у лето 2011. именован тренером Јувентусове У20 селекције заменивши бившег саиграча Чира Ферару.

## Успеси

### Клупски
Јувентус
- Серија А (6) : 1996/97, 1997/98, 2001/02, 2002/03, 2004/05. (одузета титула), 2005/06. (одузета титула)
- Суперкуп Италије (4) : 1995, 1997, 2002, 2003.
- УЕФА Лига шампиона (1) : 1995/96. (финале 1996/97, 1997/98. и 2002/03.)
- УЕФА суперкуп (1) : 1996.
- Интерконтинентални куп (1) : 1996.
- Интертото куп (1) : 1999.

### Репрезентативни
Италија
- Европско првенство у фудбалу : финале 2000.